# Боровой сельсовет (Оренбургская область)
Боровой сельсовет — упразднённое в 2014 году муниципальное образование в Бузулукском районе Оренбургской области России.
Административный центр — посёлок Партизанский.

## Административное устройство
В состав сельского поселения входят 5 населённых пункта:
- посёлок Партизанский,
- посёлок Елшанский,
- посёлок Заповедный,
- посёлок Опытный,
- посёлок Паника.

## Достопримечательности

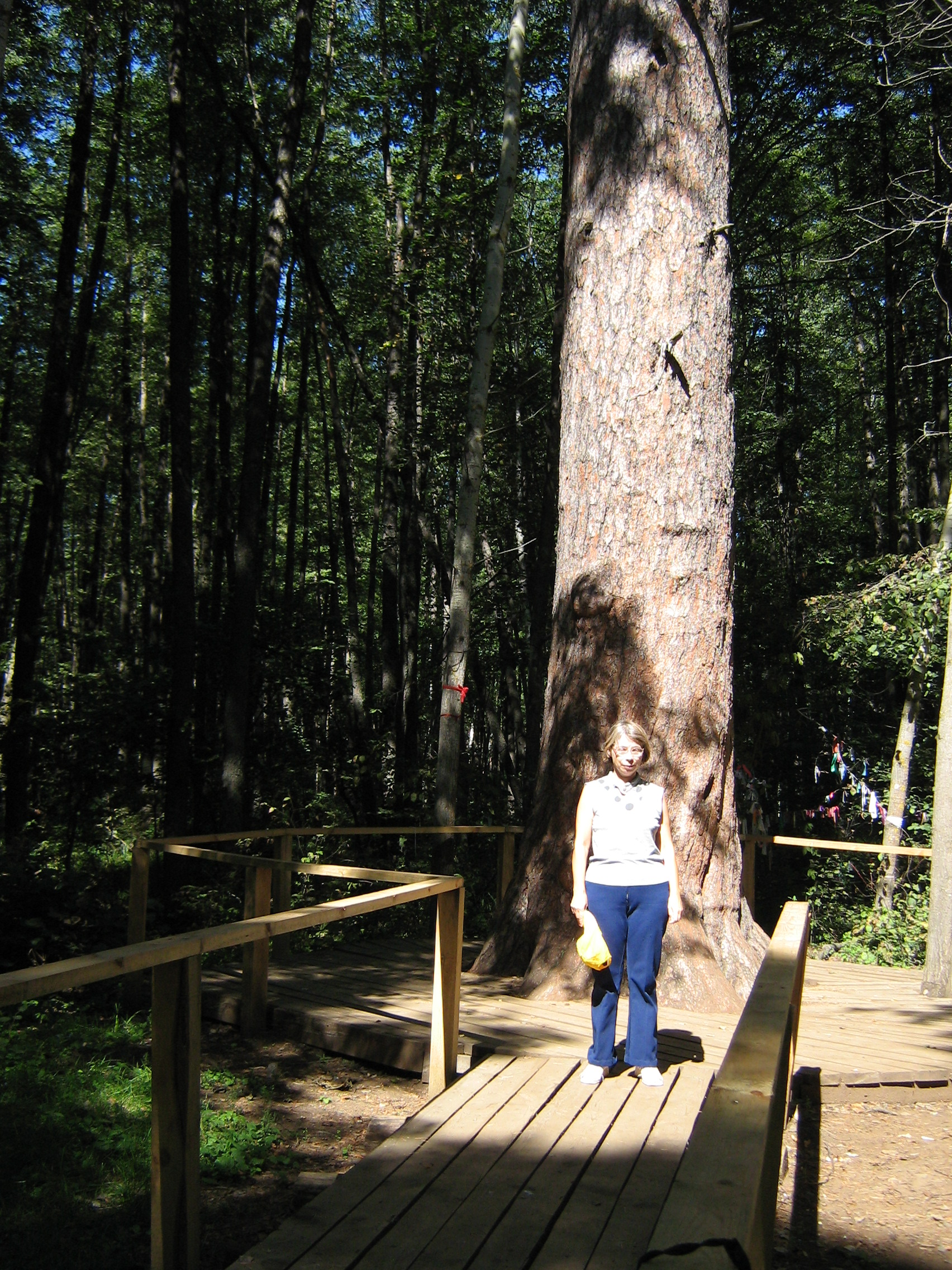
Трёхсотлетняя сосна

- Лесокультурный памятник природы «Дендросад в Бузулукском бору».
- Ботанический памятник природы «Трёхсотлетние сосны».